# たつの市立図書館
たつの市立図書館（たつのしりつとしょかん）は、日本の兵庫県たつの市が市内に設置している公立図書館の総称である。

## 概説
たつの市立図書館は、以下の4館からなる。
- たつの市立龍野図書館
- たつの市立新宮図書館
- たつの市立揖保川図書館
- たつの市立御津図書館

2005年（平成17年）に揖龍地区1市3町の合併によりたつの市が成立した際に、旧市町に設置されていた各図書館をたつの市立図書館として組み込んだ。条例上は4館の間に本館・分館の別はなく、蔵書数・利用者数でも龍野図書館と新宮図書館がおおむね同程度となっている。指定管理者制度を採用せず、たつの市の直営である。

## 各館

### 龍野図書館

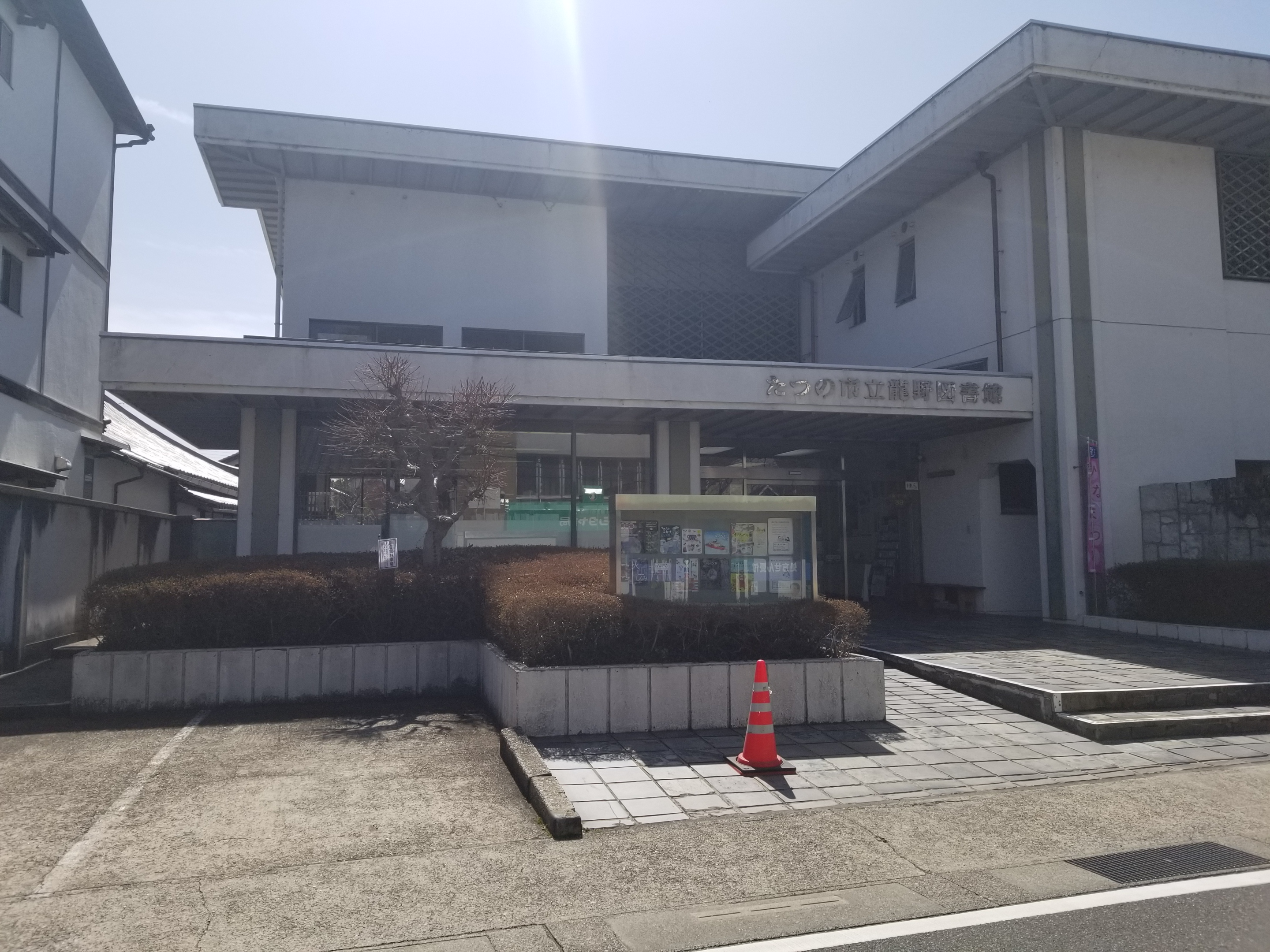
龍野図書館

龍野出身の詩人三木露風が亡父の三回忌で帰郷した折、旧友の土橋保に図書館設立を強く説きその資金の一部を寄付したことにより、1923年（大正12年）11月に露風の母校である龍野小学校の一室に簡易図書館が設立された。初代館長は龍野小学校校長であった土橋が兼任した。1924年（大正13年）8月には地域の篤志家たちの尽力により龍野醤油同業組合事務所本館を譲り受けて龍野町立図書館とした。この時点で揖保郡初の図書館である。1951年（昭和26年）に市制施行により龍野市立龍野図書館と名称変更した。
1955年（昭和30年）には、浅井関三はじめ47名が発起人となり、龍野町で郷土に関係ある一切の文献及び資料を集めようとする運動がおこり、これは市長ほか龍野市の多くの有力者を動かした。1958年（昭和33年）には図書館内に「龍野文庫」が創設され、龍野藩主脇坂家の歴代当主の書簡や龍野藩政に関わる古文書、江戸時代の町会所日記など貴重な資料が保存された。火災による消失があり1970年（昭和45年）に旧龍野中学校校舎への移転を経て1980年（昭和55年）に現在地に移転した。
現在の図書館は、重要伝統的建造物群保存地区に指定されている揖保川西岸の古い街並みの中に位置する。2階建てで1階が受付及び開架資料、2階が閉架資料、郷土資料室、及び事務室となっている。なお「龍野文庫」はたつの市立龍野歴史文化資料館に移管された。
過去に播但図書館連絡協議会に参加していた。

### 新宮図書館

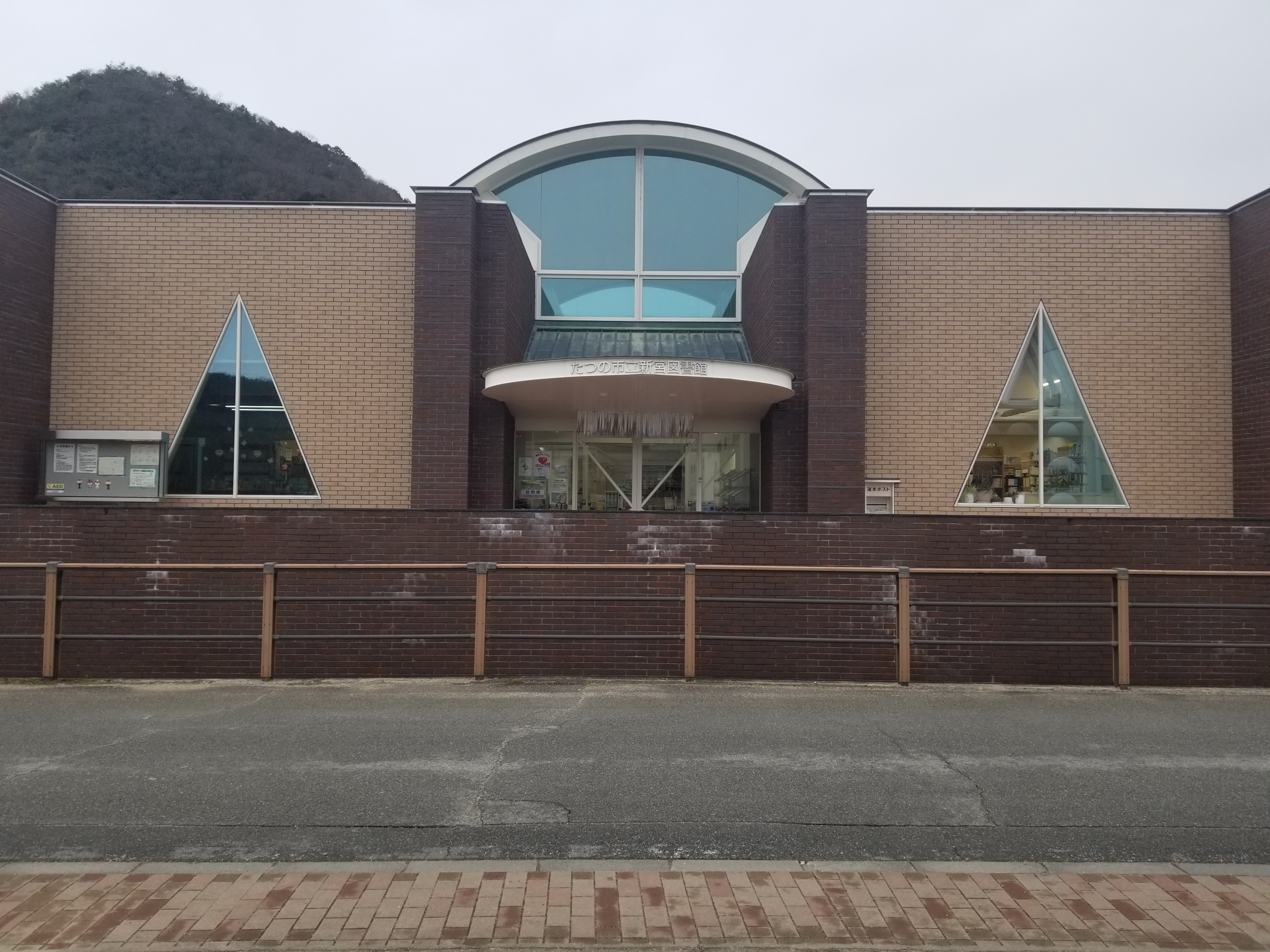
たつの市立新宮図書館

新宮町上笹の会社経営者・笹山保（1989年死去）の遺族が故人の遺志により図書館建設を目的に新宮町に3億円を寄付、これを原資として1991年（平成3年）6月2日に新宮町立笹山記念図書館を開館させた。開館5周年を区切りとして郷土資料収集を始めるのに伴い1997年（平成9年）5月1日に新宮町立図書館と名称変更した。隣接地にたつの市新宮総合支所、たつの市立新宮小学校、新宮宮内遺跡がある。

### 揖保川図書館

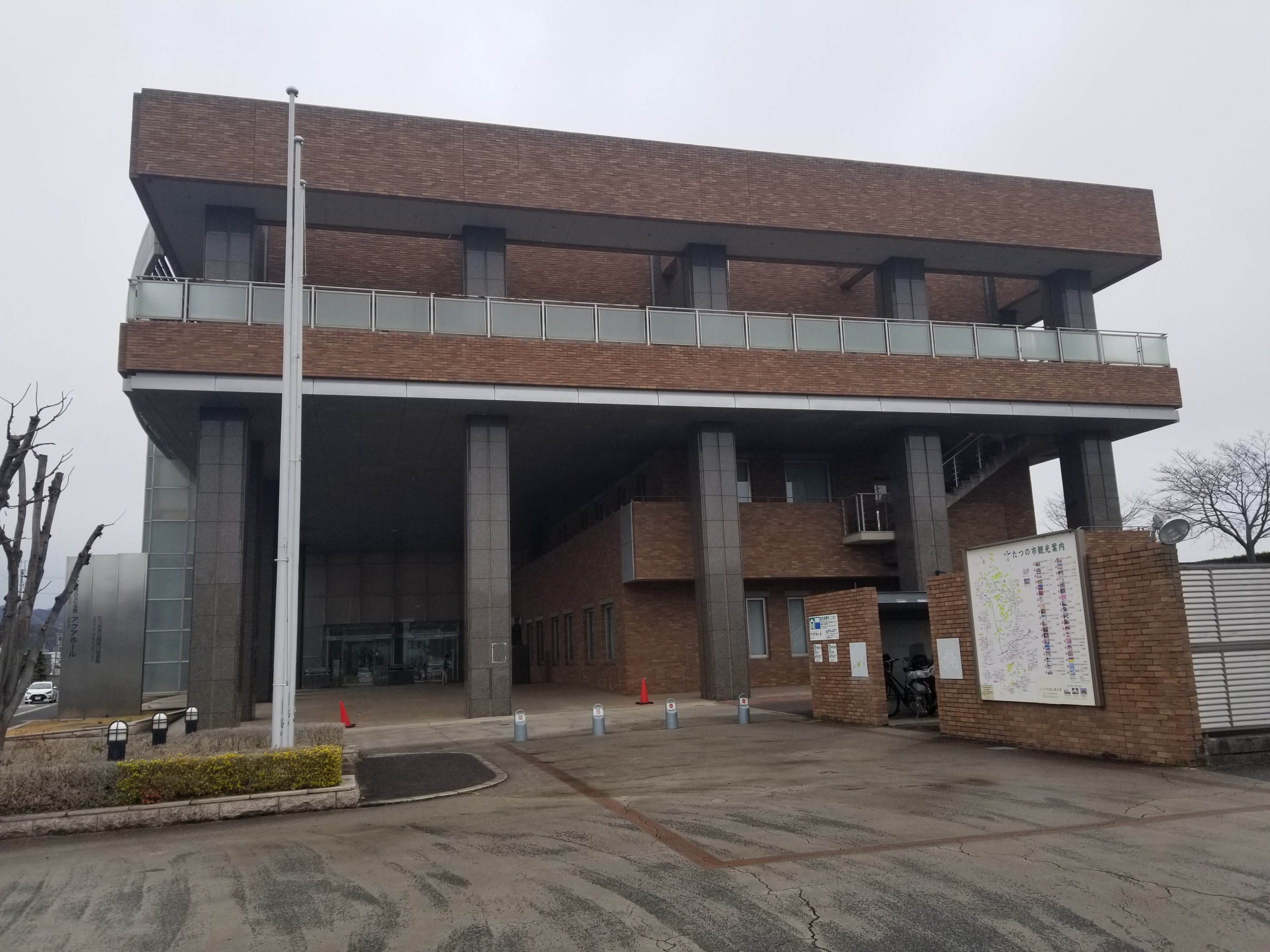
アクアホール

1950年9月完成の旧河内村公民館（袋尻の明正寺境内）→1966年8月完成の揖保川町公民館（揖保川町役場に隣接）内に設置されていた図書室を、2001年（平成13年）5月1日開館のたつの市総合文化会館アクアホール内に移転させた。4館の中で唯一独立棟を有さない図書館であるが、4館の中で唯一館内でのDVD資料の視聴が可能となっている。アクアホールは公益財団法人童謡の里龍野文化振興財団が指定管理者となっているが図書館については市直営である。

### 御津図書館
旧・御津町立図書館。点字図書の大半は当館に集約されている。

## 貸し出し
各館の休館日等は公式サイトの「利用案内」を参照。
2015年（平成27年）に締結した播磨圏域連携中枢都市圏連携協約により、播磨地域7市8町在住・在勤者に対する広域貸し出しを実施している。播磨科学公園都市圏域定住自立圏内（たつの市、宍粟市、上郡町、佐用町）の図書館資料は4市町内のどの図書館でも返却できる。